# Elezioni comunali in Umbria del 2009
Le elezioni comunali in Umbria del 2009 si sono tenute il 6 e 7 giugno (con ballottaggio il 21 e 22 giugno). 

## Perugia

### Perugia
|                                      | Wladimiro Boccali ✔️ Sindaco | 51 114               | 52,93 | Partito Democratico             | 31 737 | 34,22 | 16 |  |  |
| Sinistra e Socialisti per Perugia    | Wladimiro Boccali ✔️ Sindaco | 51 114               | 52,93 | 6 366                           | 6,86   | 3     |    |  |  |
| Italia dei Valori                    | Wladimiro Boccali ✔️ Sindaco | 51 114               | 52,93 | 4 406                           | 4,75   | 2     |    |  |  |
| Partito della Rifondazione Comunista | Wladimiro Boccali ✔️ Sindaco | 51 114               | 52,93 | 4 260                           | 4,59   | 2     |    |  |  |
| Partito dei Comunisti Italiani       | Wladimiro Boccali ✔️ Sindaco | 51 114               | 52,93 | 1 945                           | 2,10   | 1     |    |  |  |
| Perugia Civica                       | Wladimiro Boccali ✔️ Sindaco | 51 114               | 52,93 | 1 476                           | 1,59   | –     |    |  |  |
|                                      | Giuseppe Sbrenna             | 36 447               | 37,74 | Il Popolo della Libertà         | 25 667 | 27,67 | 12 |  |  |
| Unione di Centro                     | Giuseppe Sbrenna             | 36 447               | 37,74 | 4 366                           | 4,71   | 2     |    |  |  |
| Perugia di Tutti                     | Giuseppe Sbrenna             | 36 447               | 37,74 | 3 106                           | 3,35   | 1     |    |  |  |
| La Destra                            | Giuseppe Sbrenna             | 36 447               | 37,74 | 1 056                           | 1,14   | –     |    |  |  |
| Seggio di coalizione                 | Seggio di coalizione         | Seggio di coalizione | 37,74 | 1                               |        |       |    |  |  |
|                                      | Carla Spagnoli               | 3 027                | 3,13  | Movimento per Perugia           | 2 752  | 2,97  | –  |  |  |
|                                      | Michele Pietrelli            | 1 840                | 1,91  | Lista Civica 5 Stelle           | 1 642  | 1,77  | –  |  |  |
|                                      | Ada Girolamini               | 1 496                | 1,55  | Socialisti Liberali per Perugia | 1 451  | 1,56  | –  |  |  |
|                                      | Francesco Miroballo          | 1 477                | 1,53  | Lega Nord                       | 1 424  | 1,54  | –  |  |  |
|                                      | Ettore Bertolini             | 633                  | 0,66  | Perugia Tricolore               | 604    | 0,65  | –  |  |  |
|                                      | John De Paulis               | 528                  | 0,55  | Liberiamo Perugia               | 489    | 0,53  | –  |  |  |
| Totale                               | Totale                       | 96 562               | 100   |                                 | 92 747 | 100   | 40 |  |  |
|                                      |                              |                      |       |                                 |        |       |    |  |  |
| Fonte: Ministero dell'interno        |                              |                      |       |                                 |        |       |    |  |  |

### Bastia Umbra
| Candidati                            | Candidati                   | II turno             | II turno        | I turno | I turno | Liste                              | Voti   | %     | Seggi |
| Candidati                            | Candidati                   | Voti                 | %               | Voti    | %       | Liste                              | Voti   | %     | Seggi |
| ------------------------------------ | --------------------------- | -------------------- | --------------- | ------- | ------- | ---------------------------------- | ------ | ----- | ----- |
|                                      | Stefano Ansideri ✔️ Sindaco | 6 568                | 55,76           | 6 241   | 47,68   | Il Popolo della Libertà            | 2 549  | 20,34 | 5     |
| Ansideri Sindaco                     | Stefano Ansideri ✔️ Sindaco | 6 568                | 55,76           | 6 241   | 47,68   | 1 991                              | 15,88  | 4     |       |
| Giovani Bastioli                     | Stefano Ansideri ✔️ Sindaco | 6 568                | 55,76           | 6 241   | 47,68   | 656                                | 5,23   | 1     |       |
| Cambiamo Bastia                      | Stefano Ansideri ✔️ Sindaco | 6 568                | 55,76           | 6 241   | 47,68   | 636                                | 5,07   | 1     |       |
|                                      | Antonio Criscuolo           | 5 212                | 44,24           | 5 745   | 43,90   | Partito Democratico                | 3 613  | 28,83 | 6     |
| Criscuolo per la Città di Bastia     | Antonio Criscuolo           | 5 212                | 44,24           | 5 745   | 43,90   | 874                                | 6,97   | 1     |       |
| Sinistra e Libertà                   | Antonio Criscuolo           | 5 212                | 44,24           | 5 745   | 43,90   | 475                                | 3,79   | –     |       |
| Italia dei Valori                    | Antonio Criscuolo           | 5 212                | 44,24           | 5 745   | 43,90   | 457                                | 3,65   | –     |       |
| Partito della Rifondazione Comunista | Antonio Criscuolo           | 5 212                | 44,24           | 5 745   | 43,90   | 296                                | 2,36   | –     |       |
| Seggio di coalizione                 | Seggio di coalizione        | Seggio di coalizione | 44,24           | 5 745   | 43,90   | 1                                  |        |       |       |
|                                      | Rosella Aristei             | Rosella Aristei      | Rosella Aristei | 782     | 5,97    | Lista Civica Aristei (A)           | 522    | 4,16  | –     |
| Sinistra per Bastia                  | Rosella Aristei             | Rosella Aristei      | Rosella Aristei | 782     | 5,97    | 164                                | 1,31   | –     |       |
| Seggio di coalizione                 | Seggio di coalizione        | Seggio di coalizione | Rosella Aristei | 782     | 5,97    | 1                                  |        |       |       |
|                                      | Michele Boccali             | Michele Boccali      | Michele Boccali | 181     | 1,38    | La Destra                          | 180    | 1,44  | –     |
|                                      | Giuseppe Mascio             | Giuseppe Mascio      | Giuseppe Mascio | 139     | 1,06    | Partito dei Comunisti Italiani (B) | 121    | 0,97  | –     |
| Totale                               | Totale                      | 11 780               | 100             | 13 088  | 100     |                                    | 12 534 | 100   | 20    |
|                                      |                             |                      |                 |         |         |                                    |        |       |       |
| Fonte: Ministero dell'interno        |                             |                      |                 |         |         |                                    |        |       |       |

- La lista contrassegnata con la lettera A è apparentata al secondo turno con il candidato sindaco Stefano Ansideri.

- La lista contrassegnata con la lettera B è apparentata al secondo turno con il candidato sindaco Antonio Criscuolo.

### Corciano
|                                         | Nadia Ginetti ✔️ Sindaca | 7 034                | 61,29 | Partito Democratico     | 4 347  | 39,71 | 10 |  |  |
| Partito della Rifondazione Comunista    | Nadia Ginetti ✔️ Sindaca | 7 034                | 61,29 | 641                     | 5,86   | 1     |    |  |  |
| Sinistra e Libertà - Socialismo Europeo | Nadia Ginetti ✔️ Sindaca | 7 034                | 61,29 | 578                     | 5,28   | 1     |    |  |  |
| Italia dei Valori                       | Nadia Ginetti ✔️ Sindaca | 7 034                | 61,29 | 464                     | 4,24   | 1     |    |  |  |
| Vivere Corciano                         | Nadia Ginetti ✔️ Sindaca | 7 034                | 61,29 | 427                     | 3,90   | –     |    |  |  |
| Partito dei Comunisti Italiani          | Nadia Ginetti ✔️ Sindaca | 7 034                | 61,29 | 267                     | 2,44   | –     |    |  |  |
|                                         | Pietro Cappannini        | 4 191                | 36,52 | Il Popolo della Libertà | 2 838  | 25,92 | 4  |  |  |
| Cappannini Sindaco                      | Pietro Cappannini        | 4 191                | 36,52 | 1 142                   | 10,43  | 2     |    |  |  |
| Seggio di coalizione                    | Seggio di coalizione     | Seggio di coalizione | 36,52 | 1                       |        |       |    |  |  |
|                                         | Massimiliano Argenio     | 251                  | 2,19  | Forza Nuova             | 243    | 2,22  | –  |  |  |
| Totale                                  | Totale                   | 11 476               | 100   |                         | 10 947 | 100   | 20 |  |  |
|                                         |                          |                      |       |                         |        |       |    |  |  |
| Fonte: Ministero dell'interno           |                          |                      |       |                         |        |       |    |  |  |

### Foligno
|                                   | Nando Mismetti ✔️ Sindaco | 17 692               | 52,90 | Partito Democratico       | 10 955 | 34,45 | 13 |  |  |
| Partito Socialista Italiano - FdV | Nando Mismetti ✔️ Sindaco | 17 692               | 52,90 | 2 124                     | 6,68   | 2     |    |  |  |
| Sinistra per Foligno              | Nando Mismetti ✔️ Sindaco | 17 692               | 52,90 | 1 830                     | 5,75   | 2     |    |  |  |
| Foligno Soprattutto               | Nando Mismetti ✔️ Sindaco | 17 692               | 52,90 | 1 204                     | 3,79   | 1     |    |  |  |
| Federazione della Sinistra        | Nando Mismetti ✔️ Sindaco | 17 692               | 52,90 | 896                       | 2,82   | 1     |    |  |  |
| Italia dei Valori                 | Nando Mismetti ✔️ Sindaco | 17 692               | 52,90 | 654                       | 2,06   | –     |    |  |  |
|                                   | Daniele Mantucci          | 9 810                | 29,33 | Il Popolo della Libertà   | 7 014  | 22,05 | 7  |  |  |
| Cambiare Foligno                  | Daniele Mantucci          | 9 810                | 29,33 | 1 785                     | 5,61   | 1     |    |  |  |
| Seggio di coalizione              | Seggio di coalizione      | Seggio di coalizione | 29,33 | 1                         |        |       |    |  |  |
|                                   | Massimo Metelli           | 1 959                | 5,86  | Unione di Centro          | 1 790  | 5,63  | –  |  |  |
| Seggio di coalizione              | Seggio di coalizione      | Seggio di coalizione | 5,86  | 1                         |        |       |    |  |  |
|                                   | Stefania Filipponi        | 1 501                | 4,49  | Impegno Civile            | 1 383  | 4,35  | –  |  |  |
| Seggio di coalizione              | Seggio di coalizione      | Seggio di coalizione | 4,49  | 1                         |        |       |    |  |  |
|                                   | Giuseppe Cecchetto        | 941                  | 2,81  | Lega Nord                 | 817    | 2,57  | –  |  |  |
|                                   | Luciano Stramaccia        | 668                  | 2,00  | L'Alternativa per Foligno | 571    | 1,80  | –  |  |  |
|                                   | Alessandro Porcu          | 451                  | 1,35  | Per il Bene di Foligno    | 354    | 1,11  | –  |  |  |
|                                   | Angelo Riccioni           | 422                  | 1,26  | La Destra                 | 426    | 1,34  | –  |  |  |
| Totale                            | Totale                    | 33 444               | 100   |                           | 31 803 | 100   | 30 |  |  |
|                                   |                           |                      |       |                           |        |       |    |  |  |
| Fonte: Ministero dell'interno     |                           |                      |       |                           |        |       |    |  |  |

### Gualdo Tadino
| Candidati                            | Candidati                  | II turno              | II turno              | I turno | I turno | Liste                        | Voti  | %     | Seggi |
| Candidati                            | Candidati                  | Voti                  | %                     | Voti    | %       | Liste                        | Voti  | %     | Seggi |
| ------------------------------------ | -------------------------- | --------------------- | --------------------- | ------- | ------- | ---------------------------- | ----- | ----- | ----- |
|                                      | Roberto Morroni ✔️ Sindaco | 6 074                 | 65,84                 | 3 423   | 34,33   | Il Popolo della Libertà      | 2 637 | 28,02 | 7     |
| Lega Nord                            | Roberto Morroni ✔️ Sindaco | 6 074                 | 65,84                 | 3 423   | 34,33   | 363                          | 3,86  | –     |       |
|                                      | Angelo Scassellati         | 3 152                 | 34,16                 | 3 394   | 34,04   | Partito Democratico          | 1 441 | 15,31 | 3     |
| Progressisti per Gualdo              | Angelo Scassellati         | 3 152                 | 34,16                 | 3 394   | 34,04   | 1 158                        | 12,30 | 2     |       |
| Socialisti Riformisti                | Angelo Scassellati         | 3 152                 | 34,16                 | 3 394   | 34,04   | 574                          | 6,10  | 1     |       |
| Partito della Rifondazione Comunista | Angelo Scassellati         | 3 152                 | 34,16                 | 3 394   | 34,04   | 499                          | 5,30  | 1     |       |
| Seggio di coalizione                 | Seggio di coalizione       | Seggio di coalizione  | 34,16                 | 3 394   | 34,04   | 1                            |       |       |       |
|                                      | Sandra Monacelli           | Sandra Monacelli      | Sandra Monacelli      | 2 809   | 28,17   | Sandra Monacelli Sindaco (A) | 1 843 | 19,58 | 3     |
| Tutti Uniti per Gualdo (B)           | Sandra Monacelli           | Sandra Monacelli      | Sandra Monacelli      | 2 809   | 28,17   | 592                          | 6,29  | 1     |       |
| Seggio di coalizione                 | Seggio di coalizione       | Seggio di coalizione  | Sandra Monacelli      | 2 809   | 28,17   | 1                            |       |       |       |
|                                      | Massimiliano Parlanti      | Massimiliano Parlanti | Massimiliano Parlanti | 266     | 2,67    | Il Nuovo (C)                 | 230   | 2,44  | –     |
|                                      | Marco Rogo                 | Marco Rogo            | Marco Rogo            | 80      | 0,80    | La Destra                    | 74    | 0,79  | –     |
| Totale                               | Totale                     | 9 226                 | 100                   | 9 972   | 100     |                              | 9 411 | 100   | 20    |
|                                      |                            |                       |                       |         |         |                              |       |       |       |
| Fonte: Ministero dell'interno        |                            |                       |                       |         |         |                              |       |       |       |

- Le liste contrassegnate con le lettere A, B e C sono apparentate al secondo turno con il candidato sindaco Roberto Morroni.

### Marsciano
| Candidati                               | Candidati               | II turno             | II turno            | I turno | I turno | Liste                                | Voti   | %     | Seggi |
| Candidati                               | Candidati               | Voti                 | %                   | Voti    | %       | Liste                                | Voti   | %     | Seggi |
| --------------------------------------- | ----------------------- | -------------------- | ------------------- | ------- | ------- | ------------------------------------ | ------ | ----- | ----- |
|                                         | Alfio Todini ✔️ Sindaco | 4 822                | 52,93               | 5 222   | 45,33   | Partito Democratico                  | 3 525  | 32,54 | 9     |
| Sinistra e Libertà - Socialismo Europeo | Alfio Todini ✔️ Sindaco | 4 822                | 52,93               | 5 222   | 45,33   | 1 174                                | 10,84  | 2     |       |
| Centro Democratico Popolare             | Alfio Todini ✔️ Sindaco | 4 822                | 52,93               | 5 222   | 45,33   | 260                                  | 2,40   | –     |       |
| Partito dei Comunisti Italiani          | Alfio Todini ✔️ Sindaco | 4 822                | 52,93               | 5 222   | 45,33   | 201                                  | 1,86   | –     |       |
| Italia dei Valori                       | Alfio Todini ✔️ Sindaco | 4 822                | 52,93               | 5 222   | 45,33   | 135                                  | 1,25   | –     |       |
|                                         | Sabatino Ranieri        | 4 289                | 47,07               | 2 893   | 25,12   | Partito della Rifondazione Comunista | 1 058  | 9,77  | 2     |
| Movimento per la Qualità della Vita     | Sabatino Ranieri        | 4 289                | 47,07               | 2 893   | 25,12   | 697                                  | 6,43   | 1     |       |
| Marsciano Democratica                   | Sabatino Ranieri        | 4 289                | 47,07               | 2 893   | 25,12   | 521                                  | 4,81   | –     |       |
| Seggio di coalizione                    | Seggio di coalizione    | Seggio di coalizione | 47,07               | 2 893   | 25,12   | 1                                    |        |       |       |
|                                         | Stefano Bartoccioni     | Stefano Bartoccioni  | Stefano Bartoccioni | 2 863   | 24,85   | Il Popolo della Libertà              | 2 438  | 22,51 | 3     |
| Alternativa per Marsciano               | Stefano Bartoccioni     | Stefano Bartoccioni  | Stefano Bartoccioni | 2 863   | 24,85   | 289                                  | 2,67   | –     |       |
| Seggio di coalizione                    | Seggio di coalizione    | Seggio di coalizione | Stefano Bartoccioni | 2 863   | 24,85   | 1                                    |        |       |       |
|                                         | Luigi Anniboletti       | Luigi Anniboletti    | Luigi Anniboletti   | 541     | 4,70    | Proposta Marsciano (A)               | 534    | 4,93  | –     |
| Seggio di coalizione                    | Seggio di coalizione    | Seggio di coalizione | Luigi Anniboletti   | 541     | 4,70    | 1                                    |        |       |       |
| Totale                                  | Totale                  | 9 111                | 100                 | 11 519  | 100     |                                      | 10 832 | 100   | 20    |
|                                         |                         |                      |                     |         |         |                                      |        |       |       |
| Fonte: Ministero dell'interno           |                         |                      |                     |         |         |                                      |        |       |       |

- La lista contrassegnata con la lettera A è apparentata al secondo turno con il candidato sindaco Alfio Todini.

### Spoleto
| Candidati                            | Candidati                    | II turno             | II turno            | I turno | I turno | Liste                                   | Voti   | %     | Seggi |
| Candidati                            | Candidati                    | Voti                 | %                   | Voti    | %       | Liste                                   | Voti   | %     | Seggi |
| ------------------------------------ | ---------------------------- | -------------------- | ------------------- | ------- | ------- | --------------------------------------- | ------ | ----- | ----- |
|                                      | Daniele Benedetti ✔️ Sindaco | 10 814               | 53,23               | 11 079  | 46,88   | Partito Democratico                     | 7 552  | 33,24 | 14    |
| Socialisti Riformisti                | Daniele Benedetti ✔️ Sindaco | 10 814               | 53,23               | 11 079  | 46,88   | 1 657                                   | 7,29   | 3     |       |
| Spoleto Città Unita                  | Daniele Benedetti ✔️ Sindaco | 10 814               | 53,23               | 11 079  | 46,88   | 928                                     | 4,08   | 1     |       |
| Partito della Rifondazione Comunista | Daniele Benedetti ✔️ Sindaco | 10 814               | 53,23               | 11 079  | 46,88   | 453                                     | 1,99   | –     |       |
| Italia dei Valori                    | Daniele Benedetti ✔️ Sindaco | 10 814               | 53,23               | 11 079  | 46,88   | 363                                     | 1,60   | –     |       |
|                                      | Angelo Loretoni              | 9 501                | 46,77               | 8 995   | 38,06   | Il Popolo della Libertà                 | 4 972  | 21,88 | 6     |
| Rinnovamento                         | Angelo Loretoni              | 9 501                | 46,77               | 8 995   | 38,06   | 2 663                                   | 11,72  | 3     |       |
| La Destra                            | Angelo Loretoni              | 9 501                | 46,77               | 8 995   | 38,06   | 409                                     | 1,80   | –     |       |
| Lega Nord                            | Angelo Loretoni              | 9 501                | 46,77               | 8 995   | 38,06   | 226                                     | 0,99   | –     |       |
| Seggio di coalizione                 | Seggio di coalizione         | Seggio di coalizione | 46,77               | 8 995   | 38,06   | 1                                       |        |       |       |
|                                      | Sergio Grifoni               | Sergio Grifoni       | Sergio Grifoni      | 1 082   | 4,58    | Prima Spoleto                           | 1 051  | 4,63  | –     |
| Seggio di coalizione                 | Seggio di coalizione         | Seggio di coalizione | Sergio Grifoni      | 1 082   | 4,58    | 1                                       |        |       |       |
|                                      | Carmelo Parente              | Carmelo Parente      | Carmelo Parente     | 825     | 3,49    | Spoleto a 5 Stelle                      | 761    | 3,35  | –     |
| Seggio di coalizione                 | Seggio di coalizione         | Seggio di coalizione | Carmelo Parente     | 825     | 3,49    | 1                                       |        |       |       |
|                                      | Leondino Galli               | Leondino Galli       | Leondino Galli      | 613     | 2,59    | Unione di Centro                        | 691    | 3,04  | –     |
|                                      | Moreno Gervasi               | Moreno Gervasi       | Moreno Gervasi      | 398     | 1,68    | Spoleto Futuro                          | 391    | 1,72  | –     |
|                                      | Aurelio Fabiani              | Aurelio Fabiani      | Aurelio Fabiani     | 385     | 1,63    | Casa Rossa                              | 360    | 1,58  | –     |
|                                      | Giampiero Calabresi          | Giampiero Calabresi  | Giampiero Calabresi | 255     | 1,08    | Sinistra per Spoleto (SEL - FdV - PdCI) | 244    | 1,07  | –     |
| Totale                               | Totale                       | 20 315               | 100                 | 23 632  | 100     |                                         | 22 721 | 100   | 30    |
|                                      |                              |                      |                     |         |         |                                         |        |       |       |
| Fonte: Ministero dell'interno        |                              |                      |                     |         |         |                                         |        |       |       |

### Umbertide
|                                 | Giampiero Giulietti ✔️ Sindaco | 7 582                | 77,56 | Partito Democratico     | 5 541 | 58,16 | 3  |  |  |
| Socialisti - Sinistra e Libertà | Giampiero Giulietti ✔️ Sindaco | 7 582                | 77,56 | 872                     | 9,15  | 2     |    |  |  |
| Federazione della Sinistra      | Giampiero Giulietti ✔️ Sindaco | 7 582                | 77,56 | 797                     | 8,37  | 2     |    |  |  |
| Italia dei Valori               | Giampiero Giulietti ✔️ Sindaco | 7 582                | 77,56 | 254                     | 2,67  | –     |    |  |  |
|                                 | Giovanna Monni                 | 1 762                | 18,02 | Il Popolo della Libertà | 1 687 | 17,71 | 2  |  |  |
| Seggio di coalizione            | Seggio di coalizione           | Seggio di coalizione | 18,02 | 1                       |       |       |    |  |  |
|                                 | Renato Rondina                 | 271                  | 2,77  | Unione di Centro        | 237   | 2,49  | –  |  |  |
|                                 | Ivano Massetti                 | 161                  | 1,65  | La Destra               | 139   | 1,46  | –  |  |  |
| Totale                          | Totale                         | 9 776                | 100   |                         | 9 527 | 100   | 20 |  |  |
|                                 |                                |                      |       |                         |       |       |    |  |  |
| Fonte: Ministero dell'interno   |                                |                      |       |                         |       |       |    |  |  |

## Terni

### Terni
| Candidati                     | Candidati                       | II turno             | II turno            | I turno | I turno | Liste                   | Voti   | %     | Seggi |
| Candidati                     | Candidati                       | Voti                 | %                   | Voti    | %       | Liste                   | Voti   | %     | Seggi |
| ----------------------------- | ------------------------------- | -------------------- | ------------------- | ------- | ------- | ----------------------- | ------ | ----- | ----- |
|                               | Leopoldo Di Girolamo ✔️ Sindaco | 28 722               | 53,01               | 32 776  | 49,46   | Partito Democratico     | 19 842 | 31,70 | 17    |
| Federazione della Sinistra    | Leopoldo Di Girolamo ✔️ Sindaco | 28 722               | 53,01               | 32 776  | 49,46   | 4 054                   | 6,48   | 3     |       |
| Progetto Terni                | Leopoldo Di Girolamo ✔️ Sindaco | 28 722               | 53,01               | 32 776  | 49,46   | 3 348                   | 5,35   | 2     |       |
| Sinistra e Libertà            | Leopoldo Di Girolamo ✔️ Sindaco | 28 722               | 53,01               | 32 776  | 49,46   | 2 217                   | 3,54   | 1     |       |
| Italia dei Valori             | Leopoldo Di Girolamo ✔️ Sindaco | 28 722               | 53,01               | 32 776  | 49,46   | 2 049                   | 3,27   | 1     |       |
| Partito Pensionati            | Leopoldo Di Girolamo ✔️ Sindaco | 28 722               | 53,01               | 32 776  | 49,46   | 759                     | 1,21   | –     |       |
|                               | Antonio Baldassarre             | 25 457               | 46,99               | 24 594  | 37,11   | Il Popolo della Libertà | 13 512 | 21,59 | 7     |
| Baldassarre Sindaco           | Antonio Baldassarre             | 25 457               | 46,99               | 24 594  | 37,11   | 8 818                   | 14,09  | 5     |       |
| Seggio di coalizione          | Seggio di coalizione            | Seggio di coalizione | 46,99               | 24 594  | 37,11   | 1                       |        |       |       |
|                               | Enrico Melasecche               | Enrico Melasecche    | Enrico Melasecche   | 3 608   | 5,44    | Unione di Centro        | 2 330  | 3,72  | 1     |
| Change for Terni              | Enrico Melasecche               | Enrico Melasecche    | Enrico Melasecche   | 3 608   | 5,44    | 862                     | 1,38   | –     |       |
| Seggio di coalizione          | Seggio di coalizione            | Seggio di coalizione | Enrico Melasecche   | 3 608   | 5,44    | 1                       |        |       |       |
|                               | Leo Venturi                     | Leo Venturi          | Leo Venturi         | 3 303   | 4,98    | Terni Oltre             | 2 753  | 4,40  | –     |
| No Tevere Nera                | Leo Venturi                     | Leo Venturi          | Leo Venturi         | 3 303   | 4,98    | 138                     | 0,22   | –     |       |
| Seggio di coalizione          | Seggio di coalizione            | Seggio di coalizione | Leo Venturi         | 3 303   | 4,98    | 1                       |        |       |       |
|                               | Massimo Valigi                  | Massimo Valigi       | Massimo Valigi      | 1 025   | 1,55    | Lista Valigi            | 1 005  | 1,61  | –     |
|                               | Gianluca Procaccini             | Gianluca Procaccini  | Gianluca Procaccini | 610     | 0,92    | La Destra               | 559    | 0,89  | –     |
|                               | Stefania Trabalza               | Stefania Trabalza    | Stefania Trabalza   | 356     | 0,54    | Liberal Democratici     | 339    | 0,54  | –     |
| Totale                        | Totale                          | 54 179               | 100                 | 66 272  | 100     |                         | 62 585 | 100   | 40    |
|                               |                                 |                      |                     |         |         |                         |        |       |       |
| Fonte: Ministero dell'interno |                                 |                      |                     |         |         |                         |        |       |       |

### Orvieto
| Candidati                            | Candidati                  | II turno             | II turno      | I turno | I turno | Liste                          | Voti   | %     | Seggi |
| Candidati                            | Candidati                  | Voti                 | %             | Voti    | %       | Liste                          | Voti   | %     | Seggi |
| ------------------------------------ | -------------------------- | -------------------- | ------------- | ------- | ------- | ------------------------------ | ------ | ----- | ----- |
|                                      | Antonio Concina ✔️ Sindaco | 7 111                | 55,80         | 5 777   | 42,74   | Il Popolo della Libertà        | 3 454  | 27,21 | 6     |
| Orvieto Libera                       | Antonio Concina ✔️ Sindaco | 7 111                | 55,80         | 5 777   | 42,74   | 1 435                          | 11,31  | 2     |       |
|                                      | Loriana Stella             | 5 632                | 44,20         | 6 567   | 48,59   | Partito Democratico            | 4 744  | 37,38 | 9     |
| Sinistra e Libertà                   | Loriana Stella             | 5 632                | 44,20         | 6 567   | 48,59   | 933                            | 7,35   | 1     |       |
| Partito della Rifondazione Comunista | Loriana Stella             | 5 632                | 44,20         | 6 567   | 48,59   | 482                            | 3,80   | –     |       |
| Una Stella in Comune                 | Loriana Stella             | 5 632                | 44,20         | 6 567   | 48,59   | 406                            | 3,20   | –     |       |
| Italia dei Valori                    | Loriana Stella             | 5 632                | 44,20         | 6 567   | 48,59   | 336                            | 2,65   | –     |       |
| Seggio di coalizione                 | Seggio di coalizione       | Seggio di coalizione | 44,20         | 6 567   | 48,59   | 1                              |        |       |       |
|                                      | Carlo Tonelli              | Carlo Tonelli        | Carlo Tonelli | 1 172   | 8,67    | Partito dei Comunisti Italiani | 582    | 4,59  | –     |
| Uniti per Cambiare                   | Carlo Tonelli              | Carlo Tonelli        | Carlo Tonelli | 1 172   | 8,67    | 320                            | 2,52   | –     |       |
| Seggio di coalizione                 | Seggio di coalizione       | Seggio di coalizione | Carlo Tonelli | 1 172   | 8,67    | 1                              |        |       |       |
| Totale                               | Totale                     | 12 743               | 100           | 13 516  | 100     |                                | 12 692 | 100   | 20    |
|                                      |                            |                      |               |         |         |                                |        |       |       |
| Fonte: Ministero dell'interno        |                            |                      |               |         |         |                                |        |       |       |